# James Burney
Pour les articles homonymes, voir Burney.
 (septembre 2018).
Si vous disposez d'ouvrages ou d'articles de référence ou si vous connaissez des sites web de qualité traitant du thème abordé ici, merci de compléter l'article en donnant les références utiles à sa vérifiabilité et en les liant à la section « Notes et références ».
James Burney, né à Londres le 13 juin 1750 où il est mort en 1821, est un navigateur britannique.

## Biographie
Il s'engage dans la marine à 10 ans comme mousse dans la Royal Navy et devient midshipman en 1765 lors d'un voyage à Bombay.
Second lieutenant sur l'Adventure commandée par Tobias Furneaux, pendant le 2e voyage de James Cook de 1772 à 1775, il découvre en Nouvelle-Zélande, alors qu'il cherche une chaloupe disparue, les restes du massacre de ses occupants.
Il poursuit sa carrière pendant le troisième voyage de Cook de 1776 à 1780 comme 1er lieutenant sur le Discovery puis sur le Resolution. En 1782, il est promu capitaine de vaisseau et sert alors dans les mers de l'Inde. En 1784, il cesse de naviguer et, en 1806, devient membre de la Royal Society. En 1821, il est promu contre-amiral et meurt la même année à Londres.
Son nom a été donné au monte Burney, sur la péninsule Muñoz Gamero au Chili.
On lui doit les récits :
- A chronological History of the South Sea (1803-1817)
- A History of the Buccaneers of America (1816)
- A Treatise on the Game of Whist (1821)